# Robert Hermann Schomburgk
Robert Hermann Schomburgk (5 de junio de 1804 - 11 de marzo de 1865) fue un naturalista y explorador británico, hijo de un ministro protestante, nacido en Freyburg, en el Electorado de Sajonia.

## Biografía
En 1820, bajo la protección de su tío, aprendió Botánica. En 1828 fue requerido para supervisar el transporte de una especie de ovejas sajonas al estado estadounidense de Virginia, donde estuvo viviendo durante un tiempo.
Perdió parte de su fortuna en Virginia, donde no triunfó como agricultor de tabaco y otra parte en la isla caribeña de Saint Thomas en las islas Vírgenes, donde perdió todas sus pertenencias en un incendio y por consiguiente cesó en sus actividades de negocio.
En 1830 fue a Anegada, una de las Islas Vírgenes famosas por sus naufragios. Inspeccionó la isla con su propio dinero y envió a la Sociedad Real Geográfica de Londres un informe que creó tal impresión que en 1835 fue enviado por aquel cuerpo para conducir una expedición para explorar la Guayana británica.
Realizó su misión entre 1835 y 1839 con mucho éxito, descubriendo en 1837 por casualidad la Victoria regia, un nenúfar gigante. 
Sus exploraciones despertaron el interés del gobierno británico hacia su colonia suramericana, y junto con su hermano Ricardo, fue enviado nuevamente a la Guayana Británica, esta vez con la misión de precisar el trazado de las fronteras (1841-1844); fue durante este segundo viaje cuando estableció la línea fronteriza con Venezuela, conocida bajo el nombre de Línea Schomburgk, la cual motivó el inicio de la controversia entre Venezuela y Gran Bretaña sobre la posesión territorial de la cuenca del río Esequibo, territorio reivindicado por Venezuela y adjudicado a la Guayana Británica por el trazado de Schomburgk.
El resultado de las exploraciones de Schomburgk fueron los diversos límites provisionales entre la Guayana británica y Venezuela siempre más a favor de la colonia británica conocidas como "las líneas Schomburgk" además del límite con la Guayana Neerlandesa (actual Surinam). Ambos trazados están actualmente bajo litigio internacional antes los reclamos de Venezuela y Surinam. También impulsó repetidamente la fijación del límite con Brasil, motivado por sus encuentros con diversas tribus indígenas.
Tras su vuelta a Inglaterra fue nombrado caballero por la reina Victoria. En 1846 fue asignado en Barbados, en 1848 fue designado como cónsul británico de Santo Domingo y en 1857 como cónsul general británico de Bangkok (Siam). Además de ocupar estos cargos siguió con sus revisiones geográficas.
Se retiró del servicio público en 1864 impedido por problemas de salud. Murió en Schöneberg, cerca Berlín, el 11 de marzo de 1865.
Schomburgk fue el autor de Descripción de la Guyana británica (1840), Vistas del interior de Guayana (1840), Historia natural de los peces de Guayana (1843), Historia de Barbados (1848), El descubrimiento del Imperio de la Guayana por Sir Walter Raleigh (1848).

## Honores

### Eponimia
Géneros
- (Asteraceae) Schomburgkia Benth. & Hook.f.[2]

- (Orchidaceae) Schomburgkia Lindl.[3]

Especies
- (Acanthaceae) Justicia schomburgkiana (Nees) V.A.W.Graham[4]

- (Acanthaceae) Strobilanthes schomburgkii (Craib) J.R.I.Wood[5]

- (Adiantaceae) Eriosorus schomburgkianus (Kunze ex Klotzsch Copel.]][6]

- (Orchidaceae) Cypripedium schomburgkianum Klotzsch ex M.R.Schomb.[7]

- La abreviatura «R.H.Schomb.» se emplea para indicar a Robert Hermann Schomburgk como autoridad en la descripción y clasificación científica de los vegetales.[8]

## Abreviatura (zoología)
La abreviatura Schomburgk  se emplea para indicar a Robert Hermann Schomburgk como autoridad en la descripción y taxonomía en zoología.